# 1988年ソウルオリンピックの日本選手団
1988年ソウルオリンピックの日本選手団（1988ねんソウルオリンピックのにほんせんしゅだん）は、1988年9月17日から10月2日まで開催された1988年ソウルオリンピックの日本代表選手団および競技結果。選手名及び所属は1988年当時のもの。

## 概要
- 人員：選手259人、役員78人
主将：斉藤仁、旗手：小谷実可子
- 結団式：9月12日（代々木第二体育館）
- 解団式：10月4日（岸記念体育会館）

## メダル獲得者

### 金メダル
- 斉藤仁（柔道男子95キロ超級）
- 鈴木大地（競泳男子100メートル背泳ぎ）
- 小林孝至（レスリング男子フリースタイル48キロ級）
- 佐藤満（レスリング男子フリースタイル52キロ級）

### 銀メダル
- 宮原厚次（レスリング男子グレコローマン52キロ級）
- 太田章（レスリング男子フリースタイル90キロ級）
- 長谷川智子（射撃女子スポーツ・ピストル）

### 銅メダル
- 細川伸二（柔道男子60キロ級）
- 山本洋祐（柔道男子65キロ級）
- 大迫明伸（柔道男子86キロ級）
- 水島宏一・小西裕之・山田隆弘・佐藤寿治・西川大輔・池谷幸雄（体操男子団体）
- 池谷幸雄（体操男子床運動）
- 小谷実可子（シンクロナイズドスイミング・ソロ）
- 小谷実可子、田中京（シンクロナイズドスイミング・デュエット）

## 陸上競技
監督：小掛照二

コーチ：大串啓二

コーチ：佐藤進

コーチ：沢木啓祐

コーチ：宮川千秋
- 阿久津浩三（福島整形外科）
  - 男子10000m：14位（28分09秒70）
- 臼井淳一（日本エアロビクスセンター）
  - 男子走り幅跳び：予選落ち（記録なし）
- 遠藤司（ヱスビー食品）
  - 男子10000m：予選途中棄権
- 笠原隆弘（中京大）
  - 男子100m：1次予選落ち（10秒62）
- 吉田雅美（大京）
  - 男子やり投げ：予選落ち（76m90cm）
- 吉田良一（福井県教育庁）
  - 男子400mハードル：予選落ち（50秒49）
- 栗原浩司（足利工高教）
  - 男子100m：2次予選落ち
- 溝口和洋（ゴールドウィン）
  - 男子やり投げ：予選落ち（77m46cm）
- 高野進（東海大教）
  - 男子400m：準決勝落選（44秒90）
- 山下訓史（日本電気）
  - 男子三段跳び：12位（15m62cm）
- 柴田博之（洛南高教）
  - 男子走り幅跳び：予選落ち（7m48cm）
- 酒井浩文（飯田地区広域消防組合）
  - 男子20km競歩：26位（1時間24分08秒）
- 小坂忠広（デサント）
  - 男子20km競歩：47位（1時間32分46秒）
  - 男子50km競歩：31位（4時間03分12秒）
- 新宅永灯至（ヱスビー食品）
  - 男子マラソン：17位（2時間15分42秒）
- 瀬古利彦（ヱスビー食品）
  - 男子マラソン：9位（2時間13分41秒）
- 大沢知宏（早大）
  - 男子100m：1次予選落ち（10秒71）
- 中山竹通（ダイエー）
  - 男子マラソン：4位（2時間11分05秒）
- 米重修一（旭化成）
  - 男子10000m：17位（29分04秒44）
  - 男子5000m：予選落ち（13分59秒68）
- 青戸慎司（中京大）・栗原浩司・高野進・山内健次（日本健康増進研究会）・松原薫（ナイキジャパン、予選出場）
  - 男子4×100mリレー：準決勝落選（38秒90）
- 川角博美（新日鉄）・小池弘文（四日市高教）・高野進・山内健次
  - 男子4×400mリレー：準決勝落選（3分05秒63）
- 宮原美佐子（旭化成）
  - 女子マラソン：29位（2時間35分26秒）
- 荒木久美（京セラ）
  - 女子マラソン：28位（2時間35分15秒）
- 佐藤恵（福岡大）
  - 女子走り高跳び：11位（1m90cm）
- 浅井えり子（日本電気ホームエレクトロニクス）
  - 女子マラソン：25位（2時間34分41秒）
- 松井江美（大京）
  - 女子やり投げ：予選落ち（56m26cm）
- 松野明美（ニコニコドー）
  - 女子10000m：予選落ち（32分19秒57）

## 水泳
監督：小林徳太郎

### 競泳
ヘッドコーチ：青木剛

コーチ：鈴木陽二

コーチ：具志統

コーチ：浦満廣
- 加藤真志（近大付属高）
  - 男子1500m自由形：予選落ち（15分47秒35）
- 丸山繁守（近大）
  - 男子100m背泳ぎ：12位（57秒13）
  - 男子200m背泳ぎ：予選落ち（2分09秒16）
- 高橋繁浩（中京大教）
  - 男子200m平泳ぎ：10位（2分18秒03）（予選：2分17秒69・日本新記録）
- 三浦広司（国士舘大）
  - 男子100mバタフライ：14位（54秒98）
  - 男子200mバタフライ：予選落ち（2分02秒30）
- 緒方茂生（日大）
  - 男子100m自由形：予選落ち（52秒08）
  - 男子200m自由形：15位（1分51秒89）（予選：1分51秒14・日本新記録）
  - 男子400m自由形：予選落ち（4分05秒68）
- 水本良幸（ラサSS）
  - 男子400m自由形：予選落ち（4分02秒48）
  - 男子1500m自由形：予選落ち（15分52秒06）
  - 男子400m個人メドレー：予選落ち（4分28秒11）
- 長畑弘伸（同志社大）
  - 男子100m平泳ぎ：13位（1分03秒89）
  - 男子200m平泳ぎ：予選落ち（2分22秒23）
- 田中穂徳（近大）
  - 男子100mバタフライ：予選落ち（56秒19）
- 渡辺健司（早大）
  - 男子100m平泳ぎ：予選落ち（1分04秒35）
- 藤本隆宏（西日本短大付属高）
  - 男子200m個人メドレー：予選落ち（2分07秒23）
  - 男子400m個人メドレー：予選落ち（4分33秒03）
- 武田聡（早大）
  - 男子200mバタフライ：15位（2分02秒18）
  - 男子200m個人メドレー：予選落ち（2分08秒11）
- 鈴木大地（順天堂大）
  - 男子100m背泳ぎ：金メダル（55秒05・日本新記録）
  - 男子200m背泳ぎ：15位（2分04秒67）
- 鈴木大地・長畑弘伸・三浦広司・緒方茂生
  - 男子4×100mメドレーリレー：5位（3分44秒36・日本新記録）
- 原田裕代（夙川学院高）
  - 女子400m個人メドレー：予選落ち（5分00秒92）
- 高橋清美（アシックス）
  - 女子100mバタフライ：10位（1分01秒80）
  - 女子200mバタフライ：6位（2分11秒62・日本新記録）
- 佐々木香織（品川高）
  - 女子50m自由形：予選落ち（26秒61）
  - 女子100m自由形：予選落ち（58秒40）
  - 女子200m自由形：予選落ち（2分06秒18）
- 細田朋美（横浜共立学園高）
  - 女子400m自由形：予選落ち（4分17秒30）
  - 女子800m自由形：予選落ち（8分39秒55・日本新記録）
- 森下恵子（神戸大教育学部付属住吉中）
  - 女子100m背泳ぎ：予選落ち（1分05秒38）
  - 女子200m背泳ぎ：14位（2分18秒78）
- 西岡由恵（樟蔭中）
  - 女子100m平泳ぎ：予選落ち（1分13秒36）
  - 女子200m平泳ぎ：予選落ち（2分35秒81）
  - 女子200m個人メドレー：16位（2分20秒43）
  - 女子400m個人メドレー：予選落ち（4分55秒31）
- 大野木智子（武庫川女大）
  - 女子100m背泳ぎ：予選落ち（1分06秒14）
  - 女子200m背泳ぎ：予選落ち（2分21秒46）
- 中森智佳子（愛知教大）
  - 女子200m自由形：14位（2分02秒31）
  - 女子400m自由形：15位（4分15秒59）
- 中野亜弥子（上管田中）
  - 女子50m自由形：12位（26秒45）（予選：26秒44・日本新記録）
  - 女子100m自由形：10位（56秒72・日本新記録）
- 長崎宏子（カリフォルニア大バークレイ校）
  - 女子100m平泳ぎ：予選落ち（1分16秒63）
  - 女子200m平泳ぎ：予選落ち（2分37秒44）
- 北野高代（愛知淑徳高）
  - 女子100mバタフライ：14位（1分02秒35）
  - 女子200mバタフライ：14位（2分15秒61）
- 森下恵子・西岡由恵・高橋清美・中野亜弥子
  - 女子4×100mメドレーリレー：予選落ち（4分18秒88）

### 飛込
コーチ：金戸俊介
- 金戸恵太（日大）
  - 男子高飛込：14位（497.04）
  - 男子飛板飛込：11位（562.05）
- 山岸勲（日大）
  - 男子高飛込：10位（500.70）
  - 男子飛板飛込：18位（540.72）
- 元渕幸（天理大）
  - 女子高飛込：15位（404.76）
  - 女子飛板飛込：16位（333.45）
- 浅田雅子（小松市立女高）
  - 女子高飛込：21位（380.94）
  - 女子飛板飛込：17位（327.93）

### シンクロナイズドスイミング
コーチ：金子正子
- 小谷実可子（日大）
  - ソロ：銅メダル（191.850）
- 小谷実可子・田中京（日大）
  - デュエット：銅メダル（190.159）
- 伊東恵（青山学院大）
  - 出場せず

## 体操
監督：遠藤幸雄

男子チームリーダー：梶山広司

女子コーチ：塚原光男

女子チームリーダー：塚原千恵子

新体操コーチ：五明みさ子

ピアニスト：古川悦子

### 体操競技
- 水島宏一（日大）
  - 男子あん馬：4位（19.900）
  - 男子個人総合：10位（117.625）
- 西川大輔（清風高）
  - 男子あん馬：6位（19.850）
  - 男子個人総合：13位（117.425）
- 池谷幸雄（清風高）
  - 男子個人総合：8位（117.675）
  - 男子床運動：銅メダル（19.850）
  - 男子跳馬：7位（19.525）
- 池谷幸雄・小西裕之（紀陽銀行）・佐藤寿治（日大）・西川大輔・水島宏一・山田隆弘（大和銀行）
  - 男子団体総合：銅メダル（585.600）
- 本多守政（筑波大）
  - 出場せず
- 信田美帆（日女体大付属二階堂高）
  - 女子個人総合：34位（76.475）
- 真田マキ子（日女体大付属二階堂高）・信田美帆・七原由理子（西山高）・森美恵子（朝日生命ク）・森尾麻衣子（日女体大）・森村幸子（日女体大付属二階堂高）
  - 女子団体：12位（380.200）
- 瀬尾京子（日女体大付属二階堂高）
  - 出場せず

### 新体操
- 秋山エリカ（東京女体大研究生）
  - 個人総合：15位（58.050）
- 大塚裕子（東女体大）
  - 個人総合：予選敗退（37.00）

## 自転車
監督：竹花敏

コーチ：斧隆夫
- 円谷義広（日本舗道）
  - 男子196.8km個人ロード・レース：95位（4分42秒47）
  - 男子50kmポイント・レース：14位（7点（-1）、予選敗退）
- 三浦恭資（島野工業）
  - 男子196.8km個人ロード・レース：72位（4分32秒56）
- 三和英樹（日大）
  - 男子スプリント：第2次予選敗者復活戦敗退
- 豊岡弘（早大）
  - 男子1000mタイム・トライアル：16位（1分07秒240）
- 鈴木光広（ブリヂストンサイクル）
  - 男子196.8km個人ロード・レース：25位（4分32秒56）
- 我妻広一（日大）・佐々木一昭（早大）・滝川一夫（北富士工高教）・宮本文晴（日大）
  - 男子4000m団体追抜競走：15位（4分28秒50、予選敗退）
- 関ナツエ（三協精機）
  - 女子82km個人ロード・レース：50位（2時間14分32秒）
- 橋本聖子（富士急行）
  - 女子スプリント：第1次予選敗者復活戦敗退
- 小倉輝美（サイクルショップ・ヤマネ）
  - 女子82km個人ロード・レース：30位（2時間00分52秒）

## 柔道
監督：上村春樹

コーチ：藤猪省太

コーチ：南喜陽
- 細川伸二（天理大教）
  - 男子60kg以下級：銅メダル
- 山本洋祐（日体大教）
  - 男子65kg以下級：銅メダル
- 古賀稔彦（日体大）
  - 男子71kg以下級：3回戦敗退
- 岡田弘隆（筑波大）
  - 男子78kg以下級：3回戦敗退
- 大迫明伸（旭化成）
  - 男子86kg以下級：銅メダル
- 須貝等（新日鉄）
  - 男子95kg以下級：2回戦敗退
- 斉藤仁（国士舘大教）
  - 男子95kg超級：金メダル

## レスリング
監督：平山紘一郎

コーチ：富山英明

コーチ：高田裕司

コーチ：江藤正基
- 伊藤敦（日体大勤務）
  - フリースタイル82kg級：7位
- 栄和人（奈良県教委）
  - フリースタイル62kg級：予選4回戦失格
- 本田多聞（自衛隊体育学校）
  - フリースタイル100kg級：2回戦敗退
- 金浜良（日大）
  - フリースタイル57kg級：8位
- 小幡弘之（日大）
  - フリースタイル130kg級：3回戦失格
- 小林孝至（ユナイテッド・スティール）
  - フリースタイル48kg級：金メダル
- 赤石光生（ユナイテッド・スティール）
  - フリースタイル68kg級：4位
- 太田章（早大教）
  - フリースタイル90kg級：銀メダル
- 佐藤満（日体大勤務）
  - フリースタイル52kg級：金メダル
- 原喜彦（日体大勤務）
  - フリースタイル74kg級：5回戦失格
- 伊藤広道（自衛隊体育学校）
  - グレコローマンスタイル74kg級：8位
- 宮原厚次（自衛隊体育学校）
  - グレコローマンスタイル52kg級：銀メダル
- 向井孝博（自衛隊体育学校）
  - グレコローマンスタイル82kg級：3回戦敗退
- 斎藤育造（和歌山県教育庁）
  - グレコローマンスタイル48kg級：2回戦敗退
- 出口一也（国士舘大）
  - グレコローマンスタイル130kg級：6位
- 森山泰年（自衛隊体育学校）
  - グレコローマンスタイル90kg級：2回戦敗退
- 西口茂樹（日体大勤務）
  - グレコローマンスタイル62kg級：3回戦敗退
- 大久保康裕（自衛隊体育学校）
  - グレコローマンスタイル68kg級：6位
- 中留俊司（八幡高教）
  - グレコローマンスタイル57kg級：2回戦敗退
- 福辺雅彦（御所工高教）
  - グレコローマンスタイル100kg級：2回戦敗退

## ボクシング
監督：川島五郎

コーチ：鈴木達夫
- 高橋良秋（セントラル警備保障）
  - ウェルター級：1回戦敗退
- 黒岩守（アシックス）
  - ライトフライ級：1回戦敗退
- 三浦国宏（京都府体協）
  - ライトウェルター級：1回戦敗退
- 山田渉（拓大）
  - フェザー級：2回戦敗退
- 松島勝之（日大）
  - バンタム級：5位（準々決勝敗退）
- 瀬川設男（拓大）
  - フライ級：2回戦敗退
- 東悟（日大）
  - ライト級：2回戦敗退

## ウエイトリフティング
コーチ：三宅義行

コーチ：細谷治朗
- 原徹（前橋育英高校）
  - 56kg級：14位（240.0）
- 戸松伸隆（埼玉栄高教）
  - 100kg級：11位（355.0）
- 佐々木保重（鶴岡西高教）
  - 67.5kg級：失格
- 砂岡良治（ユニデン）
  - 82.5kg級：6位（350.0）
- 市場孝士（自衛隊体育学校）
  - 56kg級：5位（252.5）
- 小栗和成（恵那高教）
  - 60kg級：7位（260.0）
- 真鍋和人（日泉化学）
  - 52kg級：8位（230.0）
- 村木洋介（倉敷商高教）
  - 60kg級：5位（277.5）
- 平良朝治（沖縄県公園スポーツ振興協会）
  - 67.5kg級：9位（297.5）
- 並木良憲（埼玉スポーツセンター）
  - 52kg級：17位（215.0）

## テニス
監督：本井満
- 松岡修造（桜田倶楽部）
  - 男子シングルス：1回戦敗退
- 土橋登志久（早大）
  - 男子シングルス：1回戦敗退
- 土橋登志久・松岡修造
  - 男子ダブルス：1回戦敗退
- 井上悦子（ヨネックス）
  - 女子シングルス：1回戦敗退
- 岡本久美子（オリエント・リース）
  - 女子シングルス：1回戦敗退
- 井上悦子・岡本久美子
  - 女子ダブルス：準々決勝敗退

## ハンドボール
監督：野田清

コーチ：津田昭
- 井藤英忠（湧永製薬）・奥田新治（湧永製薬）・首藤信一（大崎電気）・高村誠一（大同特殊鋼）・田口隆（本田技研）・立木浩二（本田技研）・玉村健次（湧永製薬）・荷川取義浩（湧永製薬）・西山清（日新製鋼）・橋本行弘（本田技研）・藤井泉（日新製鋼）・宮下和広（大崎電気）・矢内浩（大崎電気）・山村敏之（本田技研）・山本興道（大崎電気）
  - 男子：11位

## バレーボール

### 男子
監督：小山勉

コーチ：御嶽和也

トレーナー：南匡泰
- 井上謙（NKK）・岩島章博（富士フイルム）・海藤正樹（富士フイルム）・蔭山弘道（法大）・笠間裕治（NKK）・川合俊一（富士フイルム）・熊田康則（富士フイルム）・杉本公雄（富士フイルム）・原秀治（日本たばこ）・真鍋政義（新日鉄）・三橋栄三郎（富士フイルム）・米山一朋（富士フイルム）
  - 10位

### 女子
監督：山田重雄

コーチ：宗内徳行

トレーナー：三浦敏子
- 大林素子（日立）・川瀬ゆかり（日立）・佐藤伊知子（日本電気）・杉山明美（日本電気）・杉山加代子（日立）・高橋有紀子（日立）・滝澤玲子（日本電装）・中田久美（日立）・廣紀江（筑波大）・藤田幸子（日立）・丸山由美（小田急）・山下美弥子（日本電気）
  - 女子：4位

## 卓球
男子監督：前原正浩

女子監督：野平孝雄
- 宮崎義仁（和歌山相互銀行）
  - 男子シングルス：予選リーグ敗退
- 斎藤清（日産自動車）
  - 男子シングルス：予選リーグ敗退
- 小野誠治（ヤマハ）
  - 男子シングルス：決勝トーナメント1回戦敗退（予選リーグ5勝2敗）
- 小野誠治・宮崎義仁
  - 男子ダブルス：予選敗退
- 斎藤清・渡辺武弘（協和発酵）
  - 男子ダブルス：予選敗退
- 星野美香（三井銀行）
  - 女子シングルス：決勝トーナメント1回戦敗退
- 石田清美（住友生命）
  - 女子シングルス：予選敗退
- 内山京子（十六銀行）
  - 女子シングルス：予選リーグ敗退
- 石田清美・星野美香
  - 女子ダブルス：4位（予選通過3勝3敗）

## フェンシング
監督：船水光行

コーチ：中島寛
- 金津義彦（山陰アシックス）
  - 男子フルーレ個人：予選敗退
- 江村宏二（山梨県教委）
  - 男子フルーレ個人：予選敗退
- 梅沢賢一（西八代教育事務所）
  - 男子フルーレ個人：予選敗退
- 東松生（和歌山県教育庁）・梅沢賢一・江村宏二・金津義彦・出野晴信（早大）
  - 男子フルーレ団体：予選敗退
- 岡智子（日体大勤務）
  - 女子フルーレ個人：予選敗退
- 森川明美（専大）
  - 女子フルーレ個人：予選敗退
- 宮原美江子（宮原商店）
  - 女子フルーレ個人：予選敗退
- 岡智子・桐谷乃宇奈（日体大）・峯啓子（和歌山県教育庁）・宮原美江子・森川明美
  - 女子フルーレ団体：予選敗退

## カヌー
監督：元安良文

コーチ：畑満秀
- 和泉博幸（日体大勤務）
  - レーシング男子カナディアン・シングル1000mC1：敗者復活戦敗退（05分00秒96）
- 金田裕伸（北富士自衛隊）
  - レーシング男子カナディアン・シングル1000mC1：敗者復活戦敗退（5分00秒96）
- 井上清澄（マルニ）・内野経久（野母崎町教委）
  - レーシング男子カナディアン・ペア500mC2：準決勝敗退（1分50秒89）
- 坂本利介（マルニ）・當山克也（マルニ）
  - レーシング男子カナディアン・ペア1000mC2：準決勝敗退（4分09秒20）
- 小林美幸（東女体大）・中里晴美（上九一色中教）
  - レーシング女子カヤック・ペア500mK2：敗者復活戦敗退（1分58秒99）

## ボート
監督：須藤武幸

コーチ：古川宗寿
- 坂田昌弘（インテック）
  - シングルスカル：敗者復活戦敗退
- 小林眞樹（マツダオート）・三好悟（マツダオート）
  - かじ無しペア：敗者復活戦敗退
- 阿部肇（マツダオート）・岡野知幸（マツダオート）・川本俊介（トヨタ）・千原誠治（トヨタ）・槻木栄一（石黒建設）・野村雅彦（マツダオート）・平田明久（マツダオート）・前口英明（東レ）・石川順康（早大、かじ）
  - エイト：9位（5分55秒52）

## セーリング
監督：有馬敬三

監督：松田菊雄

マネージャー：津田豊彰
- 高澤孝吉（南陽設備管理）
  - フィン級：26位（174.0）
- 浅野龍（理研トレーディング）
  - ディビジョンII級：18位（130.00）
- 高橋雅之（関東自動車）・中村健次（関東自動車）
  - 男子470級：12位（96.00）
- 野上敬子（東亜建設）・斎藤愛子（東亜建設）
  - 女子470級：17位（131.00）
- 小川直之（関東自動車）・田村孝（関東自動車）
  - トーネード級：21位（158.00）
- 佐藤三郎（本田技研）・脇永達也（本田技研）
  - フライングダッチマン級：20位（150.00）
- 小松一憲（ヤマハ）・花岡一夫（ヤマハ）・池田正（池田組）
  - ソリング級：11位（84.70）

## 近代五種
監督：藤田章三
- 才藤浩（自衛隊体育学校）
  - 個人：30位（4881）
- 三輪忠文（自衛隊体育学校）
  - 個人：51位（4517）
- 泉川寛晃（自衛隊体育学校）
  - 個人：63位（3722）
- 泉川寛晃・才藤浩・三輪忠文
  - 団体：17位（13120）
- 太田敏範（警視庁）
  - 出場せず

## アーチェリー
監督：飯塚十朗

コーチ：秦浩太郎
- 古橋照司（西遠プレス工業協同組合）
  - 男子個人総合：40位（1229点、予選敗退）
- 山本博（日体大勤務）
  - 男子個人総合：8位（321点）
- 松下和幹（三菱電機）
  - 男子個人総合：14位（311点、準々決勝敗退）
- 古橋照司・松下和幹・山本博
  - 男子団体：6位（948点）
- 大木豊子（富国生命）
  - 女子個人総合：31位（1223点、予選敗退）
- 中込恵子（甲府第一高）
  - 女子個人総合：52位（1173点、予選敗退）
- 北原京子（フルベール越後販売）
  - 女子個人総合：53位（1171点、予選敗退）
- 大木豊子・北原京子・中込恵子
  - 女子団体：15位（3567点、予選敗退）

## 射撃

### クレー射撃
監督：高橋祚嗣
- 山下友也（アテック）
  - スキート：33位（143）
- 渡辺和三（三和）
  - クレー射撃トラップ：6位（216）
- 不老安正（かさの家）
  - クレー射撃スキート：38位（142）

### ライフル射撃
監督：山本忠正

コーチ：香西俊輔
- 松尾薫（自衛隊体育学校）
  - 男子スモール・ボア・ライフル3姿勢：44位（1147）
  - 男子スモール・ボア・ライフル伏射：15位（595）
- 勢見月文久（和歌山県警）
  - 男子エア・ピストル：23位（575）
  - 男子フリー・ピストル：23位（554）
- 木場良平（自衛隊体育学校）
  - 男子エア・ライフル：12位（589）
  - 男子スモール・ボア・ライフル3姿勢：28位（1161）
  - 男子スモール・ボア・ライフル伏射：51位（584）
- 目良明裕（日大）
  - 男子エア・ライフル：34位（581）
- 野中英夫（大阪府警）
  - 男子ラピッド・ファイア・ピストル：21位（587）
- 伊藤佳子（愛知県警）
  - 女子スポーツ・ピストル：12位（581）
- 稲垣守（愛知県警）
  - 男子エア・ピストル：12位（579）
- 源洋子（日大）
  - 女子エア・ライフル：17位（389）
- 木下亨子（自衛隊体育学校）
  - 女子エア・ライフル：38位（380）
  - 女子スモール・ボア・スタンダードライフル3姿勢：32位（566）
- 千種寿代（埼玉県警）
  - 女子エア・ピストル：22位（375）
- 長谷川智子（大阪府警）
  - 女子エア・ピストル：11位（379）
  - 女子スポーツ・ピストル：銀メダル（686）

## 馬術
監督：杉谷昌保

コーチ：竹田恒和
- 井上喜久子（主婦、馬名：テルドア）
  - 馬場馬術個人：46位
- 奥野竜三（杉谷乗馬クラブ、馬名：チャレンジャーNo1）
  - 障害飛越個人：65位
- 岩谷一裕（乗馬クラブ・クレイン、馬名：コペンハーゲン）
  - 総合馬術個人：36位
- 宮崎栄喜（日本中央競馬会、馬名：スクルージュ）
  - 総合馬術個人：26位
- 桜井尚子（主婦、馬名：ラベロ）
  - 馬場馬術個人：52位
- 若原尚（関西大学教、馬名：ロードウォーターフォード）
  - 総合馬術個人：失権
- 中野善弘（乗馬クラブ・クレイン、馬名：エルルーテ）
  - 障害飛越個人：42位
- 渡辺弘（日本中央競馬会、馬名：ヤクモマサノリ）
  - 総合馬術個人：失権
- 陶器修一（芦屋大学勤務、馬名：パープレックス）
  - 障害飛越個人：51位
- 澤井孝夫（澤井商事、馬名：ミルキーウェイ）
  - 障害飛越個人：67位
- 奥野竜三・澤井孝夫（馬名：ミルキーウェイ）・陶器修一（馬名：パープレックス）・中野善弘（馬名：エルルーテ）
  - 障害飛越団体：失権
- 法華津寛（オーソ・ダイアグノスティック・システムズ）
  - 馬場馬術個人：出場せず - 馬が検疫に通らなかったため

## 本部
団長：柴田勝治

副団長・団長代行：鈴木祐一

副団長：砧佐寛章

総務主事：福山信義

本部役員：林克也

本部役員：穂積八洲雄

本部役員：射越栄一

本部員：小寺重利

本部員：山川敏

本部員：千坂孝夫

本部員：川島雄二

本部員：春日良一

本部員：金古正

本部員：波多江智二

ドクター：川原貴

ドクター：河野一郎

ドクター：増島篤

ドクター：高尾良英

マッサー：川野哲英

マッサー：隆島研吾

マッサー：加賀谷善教